# L'uomo del destino
L'uomo del destino (L'homme du hasard) è un'opera teatrale della drammaturga francese Yasmina Reza, portata al debutto a Parigi nel 1995.

## Trama
Un uomo e una donna sono seduti l'uno di fronte all'altra in uno scompartimento del treno da Parigi a Francoforte. Lui è Paul Parsky, un grande scrittore in viaggio per la Germania per conoscere il fidanzato molto più grande della figlia. La donna è Martha, accanita lettrice e amante dell'opera di Parsky. Martha ha nella borsa l'ultimo libro di Parsky, che non vede l'ora di leggere, ma trovandosi l'autore davanti non sa se tirarlo fuori o no, non volendo mettere lo scrittore in imbarazzo. Dopo un po' i due cominciano a parlare del più e del meno e la conversazione si fa inaspettatamente più profonda, mettendo a nudo la profonda solitudine di entrambi. Alla fine il treno arriva a Francoforte e, congedandosi, Martha chiama Parsky per nome, confessando così di aver sempre saputo che il suo compagno di viaggio è un celebre scrittore.

## Storia degli allestimenti
La pièce debuttò al Théâtre Hébertot di Parigi il 19 marzo 1995, con la regia di Patrice Alexsandre e Françoise Fabian e Michel Aumont nei ruoli di Martha e Paul.
Nel 1998 la Royal Shakespeare Company portò il dramma sulle scene inglesi in una traduzione di Christopher Hampton. La versione inglese, intitolata The Unexpected Man, fece il suo debutto al Pit di Londra il 15 aprile, per poi essere riproposto al Duchess Theatre del più commerciale West End dal 15 giugno dello stesso anno. Matthew Warchus curava la regia, Michael Gambon interpretava Paul ed Eileen Atkins recitava nei panni di Martha. La pièce fu candidata al Laurence Olivier Award alla migliore nuova opera teatrale. La produzione di Warchus fu riproposta anche al Promenade Theatre dell'Off Broadway di New York dal 24 ottobre 2000 al 28 gennaio 2001; per l'occasione Eileen Atkins tornò ad interpretare Martha, questa a volta accanto al Paul di Alan Bates.
Il debutto italiano è avvenuto invece al Teatro Comunale di Casalecchio il 9 marzo 2001, in una traduzione di Catherine Spaak e con la regia di Maurizio Panici. Oltre ad aver tradotto il testo, Catherine Spark interpretava Martha, mentre Orso Maria Guerrini vestiva i panni di Paul. La traduzione della Spaak fu adottata in tutte le successive rappresentazioni italiane, inclusa una tournée nel 2012 con Orso Maria Guerrini ancora una volta nel ruolo di Paul e Cristiana Sebastianelli in quello di Martha.